# Tenjolaut
Tenjolaut is een bestuurslaag in het regentschap Bandung Barat van de provincie West-Java, Indonesië. Tenjolaut telt 7849 inwoners (volkstelling 2010).